# James Lee Byars

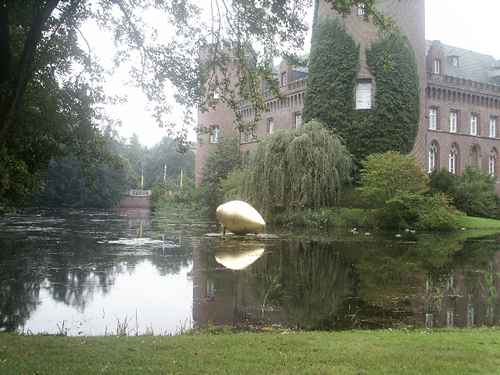
James Lee Byars: Spinning Oracle, beeldenpark Museum Slot Moyland, Bedburg-Hau

James Lee Byars (Detroit, 10 april 1932 - Caïro, 23 mei 1997) was  een Amerikaanse beeldhouwer en performance kunstenaar.
Byars studeerde kunst, psychologie en filosofie in zijn geboortestad. Eind jaren 50 verhuisde hij naar Kioto in Japan. In de jaren 70 bereikte hij vooral in Europa bekendheid met zijn performances, objecten, beelden en installaties.  
In 1974 was hij te gast in het atelier van de Deutsche Akademische Austausch Dienst (DAAD) in Berlijn, waar hij de Gouden Toren (Golden Tower) bedacht die hij in verschillende versies en op meerdere plaatsen tentoonstelde, zoals op de documenta 7 (1982), in Kassel. Andere documenta's waaraan hij deelnam waren de documenta 5 (in 1972), en de documenta 8 (in 1987).
In 1994 ontving hij als Magier der Stille de eerste Wolfgang-Hahn-Preis. Het Museum Ludwig in Keulen schonk hij daarvoor The Perfect Smile, dat als het eerste immateriële kunstwerk in een museum genoemd wordt. 
Museum Slot Moyland in Bedburg-Hau bezit van hem het beeld The Spinning Oracle, dat opgesteld staat in de slotgracht en bestaat uit een goudkleurige amfora, die op het water lijkt te drijven. Byars schreef gedurende zijn leven als een vorm van mail art vele bijzondere brieven aan Joseph Beuys. Hij gebruikte daarvoor speciale papiersoorten, grote langgerekte papierformaten en een heel eigen decoratief handschrift. De brieven werden door de ontvanger nooit per post beantwoord, wel verbond hen een langdurige vriendschap. 